# Guo Šoudžing
Guo Šoudžing (kitajsko: 郭守敬; pinjin: Guō Shǒujìng; Wade-Giles: Kuo Shou-ching), kitajski astronom, hidrolog in matematik, * 1231, Šingtaj, provinca Hebei, Kitajska, † 1316.

## Življenje in delo
Leta 1251 je Guo Šoudžing kot vladni inženir, strokovnjak za hidravliko popravljal most prek reke Dahuočvan v svoji rojstni provinci Hebei.
Med letoma 1276 in 1279 je zgradil in ustanovil Observatorij Gaočeng jugovzhodno od Dengfenga v pokrajini Henan.
Observatorij Gaočeng je najstarejši svoje vrste na Kitajskem in tudi edini ohranjen od sedemindvajsetih, kolikor naj bi jih v tistem obdobju zgradili. V njem so vsako leto določevali čas enakonočja. Ocenili so dolžino leta na 365,2425 dni, približno 300 let prej preden so v Evropi razvili in leta 1582 sprejeli gregorijanski koledar.
Izboljšal je tedanji standardni kitajski merilni inštrument, ekvatorsko armilarno sfero in ga poenostavil v novo opazovalno orodje, imenovano ekvatorialni torkvet. Podoben inštrument, so uporabljali kasnejši evropski astronomi.
Izdelal je izboljšano metodo interpolacije.

## Priznanja

### Poimenovanja
Po njem se imenuje asteroid glavnega pasu 2012 Guo Šoudžing (2012 Guo Shou-Jing).